# خوشنویسی ژاپنی
خوشنویسی ژاپنی یا شودو (به ژاپنی: 書道) هنر خوشنویسی زبان ژاپنی است. برای مدت زمان طولانی، وانگ ژی‌چی، هنرمند خوشنویس چینی قرن چهارم میلادی الگوی خوشنویسان در ژاپن بود اما پس از پدید آمدن حرف‌های ژاپنی هیراگانا و کاتاکانا، سامانه نگارش زبان ژاپنی گسترش یافت و خوشنویسان ژاپنی سبک‌هایی ویژه ژاپن پدیدآوردند.

## تکنیک‌ها
خوشنویسی ژاپنی از خوشنویسی چینی گرفته شده و به همین دلیل اصول اولیه و تکنیک‌های آن‌ها بسیار به هم شبیه است. غالباً آن را با جوهر (به ژاپنی: 墨) (SUMI) و روی کاغذ واشی (به ژاپنی: 和紙) می‌نویسند و دارای سبک‌های زیر است:
- تنشو (به ژاپنی: 篆書) (به چینی: zhuànshū)
- ریشو (به ژاپنی: 隸書) (به چینی: lìshū)
- کایشو (به ژاپنی: 楷書) (به چینی: kǎishū)
- جیوشو (به ژاپنی: 行書) (به چینی: xíngshū)
- سوشو (به ژاپنی: 草書) (به چینی: cǎoshū)

## ابزارها

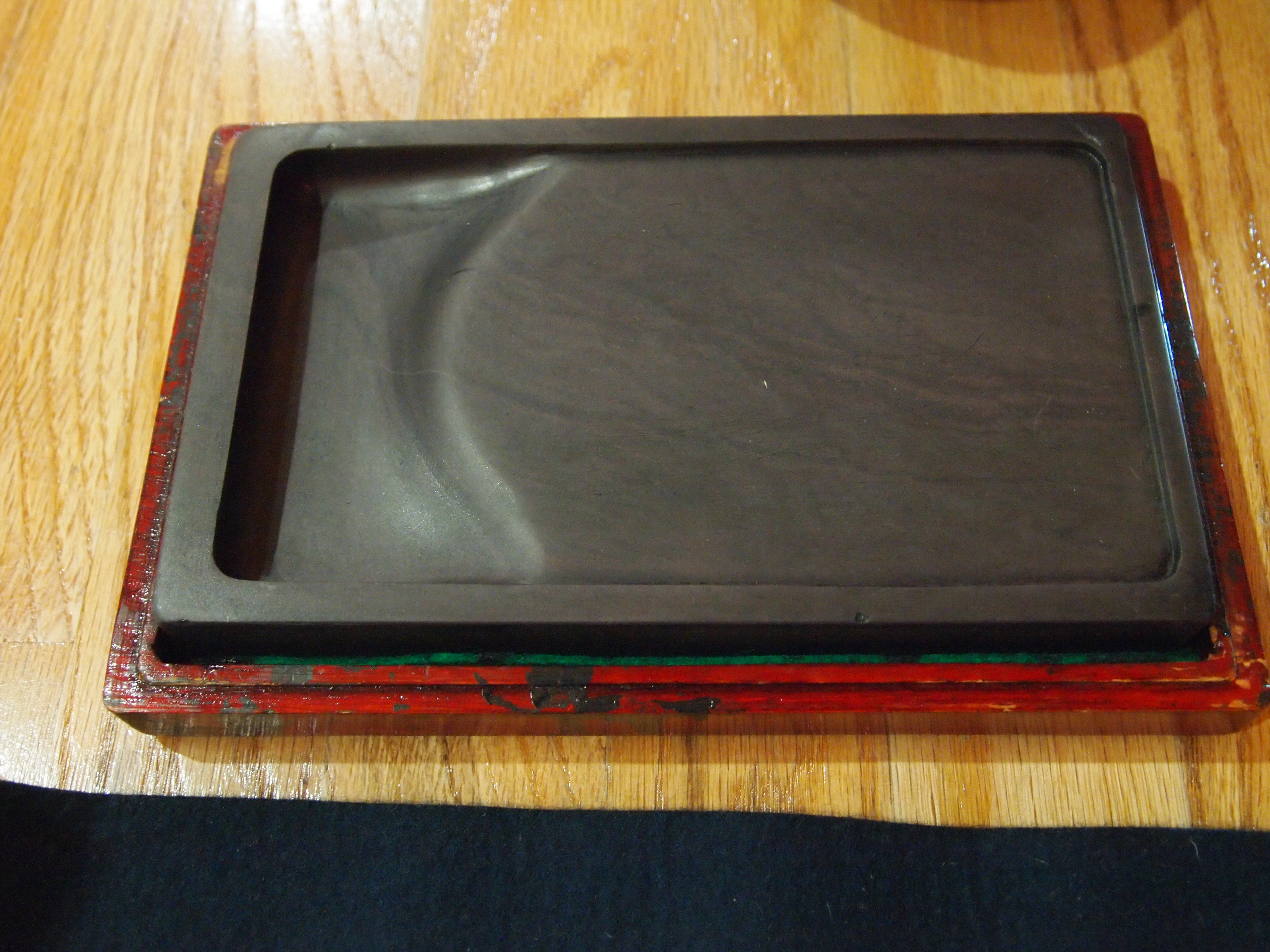
یک سنگ جوهر سنتی و آب.

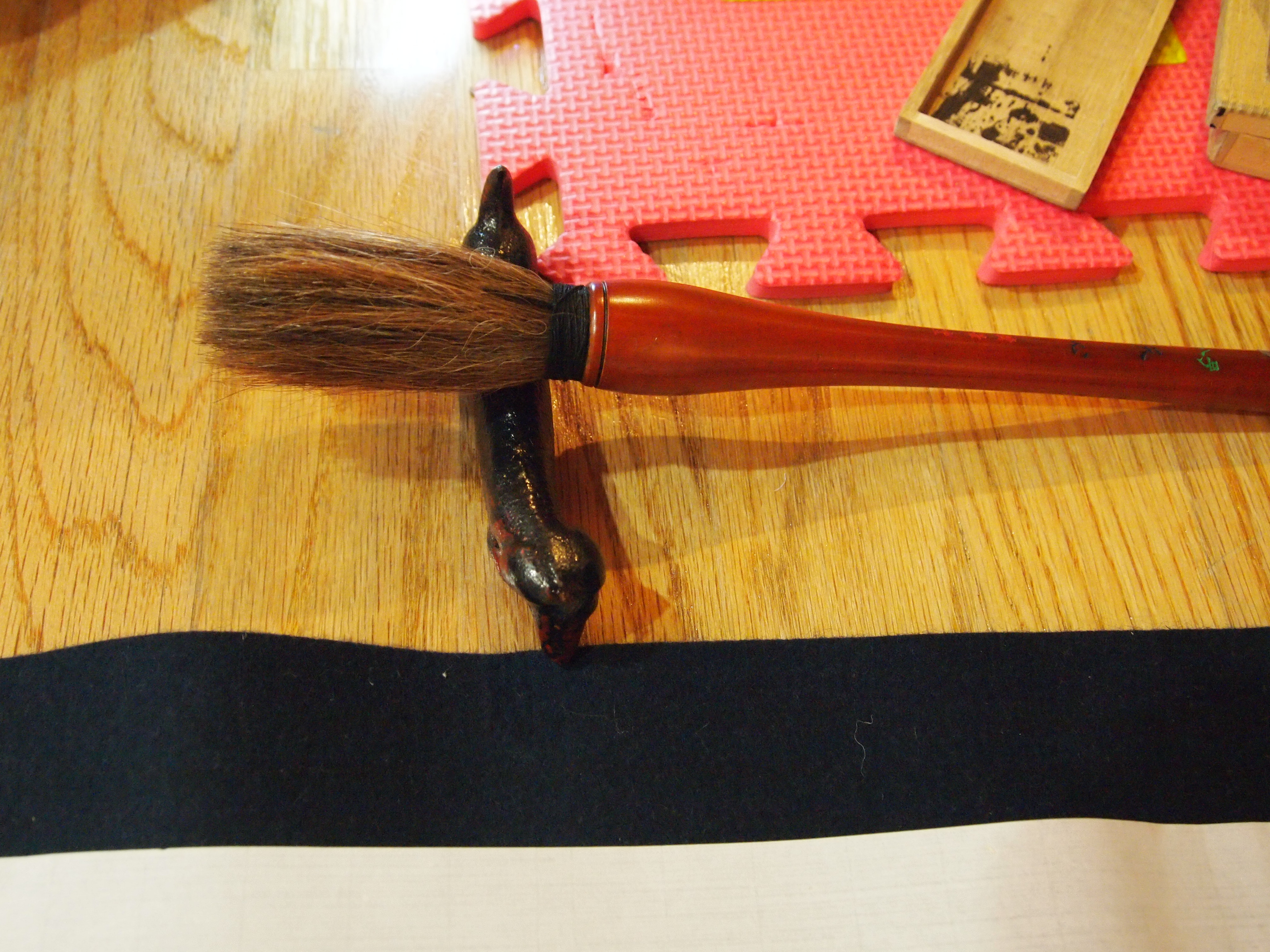
یک قلم‌موی خوشنویسی.

در خوشنویسی جدید ژاپنی مجموعه‌ای از ابزارها را بکار می‌برند. از ابزارهای سنتی آن می‌توان این موارد را نام برد:
- جوهر جامد (به ژاپنی: 墨، sumi)
- واشی (به ژاپنی: 和紙) (کاغذ سنتی ژاپنی)
- سنگ جوهر (به ژاپنی: 硯، suzuri) - که آن را ساییده و با آب مخلوط می‌کنند.
- وزنه کاغذ (به ژاپنی: 文鎮، bunchin) - برای نگه‌داشتن کاغذ.
- پارچه (به ژاپنی: 下敷き، shitajiki) - برای گذاشتن زیر کاغذ تا جوهر از پشت کاغذ بیرون نزند.
- قلم‌مو (به ژاپنی: 筆، fudé)

در هنگام آماده کردن، آب را بر سنگ جوهر می‌ریزند و با جوهر جامد می‌سایند تا جوهر مایع پدید آید. از آنجاییکه این کار زمان‌بر است امروزه تازه‌کاران، جوهرهای آماده مایع را بکار می‌برند. هنرآموزان پیشرفته‌تر به ساییدن جوهر خود علاقه دارند.
قلم‌موها در اشکال و اندازه‌های گوناگون و بیشتر از موی زبر حیوانات ساخته می‌شوند. (بیشتر از مو و پشم بز و گوسفند و نیز یال اسب استفاده می‌شود) دسته قلم‌موها را از چوب، بامبو، پلاستیک و مواد دیگر می‌سازند.

## تاریخچه

### ریشه چینی

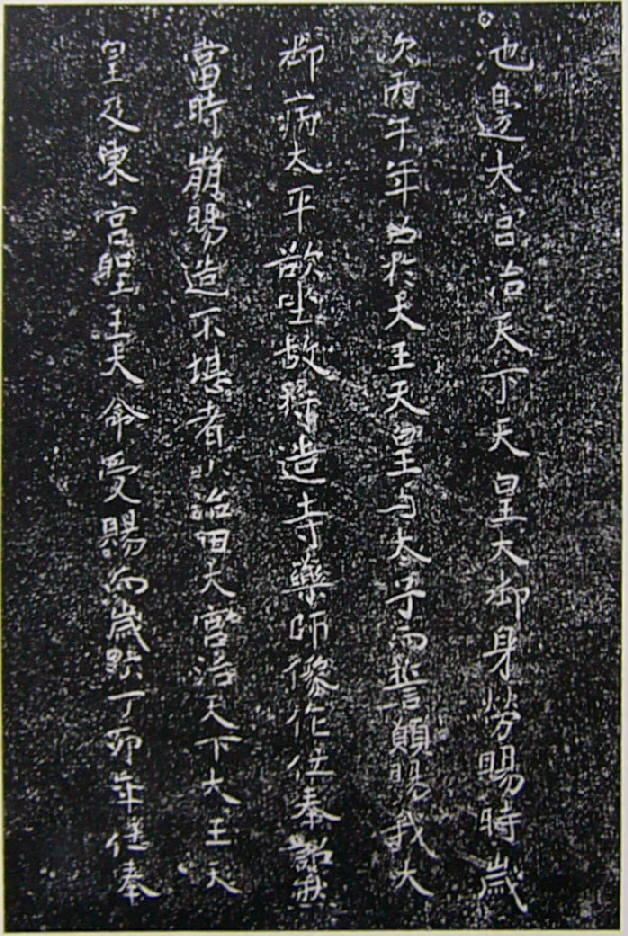
نوشته‌ای که در هاله نور مجسمه بودای درمان معبد هوریوجی قرار دارد، نوشته شده در سده هفتم میلادی.

ریشه خوشنویسی در چین به قرن ۲۲ پیش از میلاد می‌رسد زمانی‌که که تصویرنگاشت‌ها را برای امور مذهبی روی استخوان می‌نوشتند. لی سی، نخست‌وزیر دربار دودمان چین، در قرن سوم پیش از میلاد نوشتار استانداردی ارائه کرد. او شکلی از تصویرنگاشت را تصویب کرد که باید در اندازه‌های مربع‌های یکنواخت و تنها با هشت ضربه قلم نوشته شوند. او همچنین مشخص کرد که نوشته‌ها از بالا به پایین و از راست به چپ نوشته شوند.
خوشنویسی کایشو سنتی چینی در حدود ۶۰۰ پس از میلاد به ژاپن راه یافت و تا امروزه تمرین و تغییر شکل آن ادامه یافته‌است.
قدیمی‌ترین متن خوشنویسی شده ژاپنی در هاله نور مجسمه یاکوشی نیورای در معبد هوریو-جی قرار دارد. این خوشنویسی ژاپنی در سبک شاکیتای (写経体) نوشته شده‌است که در دوران شش دودمان سبکی شناخته شده بوده‌است.

### پیش از دوره نارا

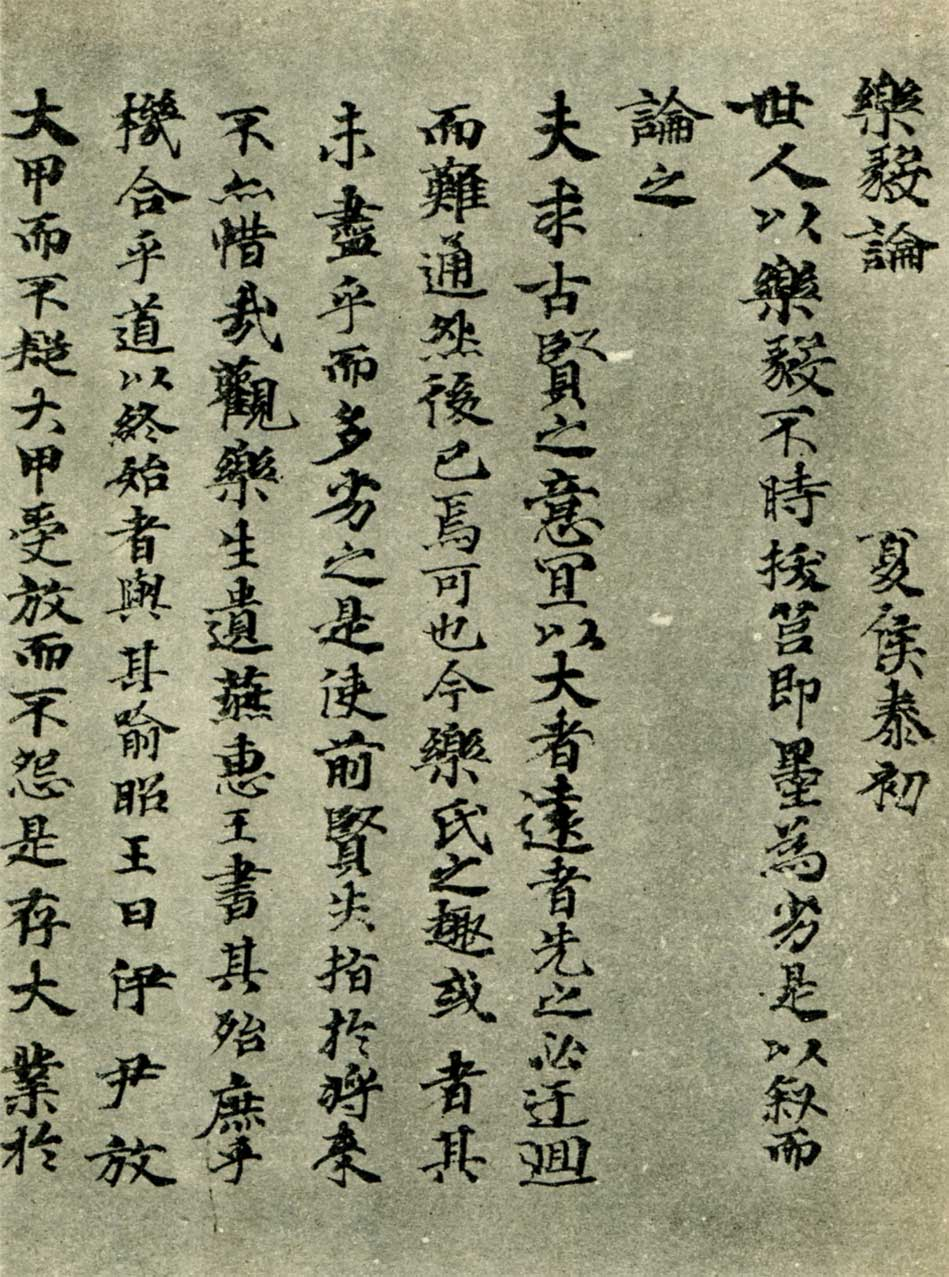
گاکی رون نوشته شده بدست شهبانو کومیو در ۷۴۴ میلادی: او آن را از نسخه‌ای با خط خوشنویس چینی، وانگ ژی‌چی کپی کرده و این نسخه از مهمترین منابع برای شناخت سبک ژی‌چی به‌شمار می‌رود.

در معبد هوریو-جی نوشته‌هایی در مورد سوترای گل نیلوفر از جمله هوکه گیشو (法華義疏) نیز نگهداری می‌شود که متعلق به قرن ۷ میلادی است و قدیمی‌ترین نوشته ژاپنی است. متن آن به سبک سوشو نوشته شده و در دوره آسوکا برای آن تصویرسازی هم شده‌است.
قدیمی‌ترین سوترای دست‌نویس ژاپنی، کونگو جودارانیکیو است که در ۶۸۶ میلادی بدست راهب هورین نوشته شده‌است و سبک آن از کار اویانگ خون الهام گرفته‌است.
سنگ شکسته پل اوجی (به ژاپنی: 宇治橋断碑) متعلق به میانه قرن هفتم میلادی و سنگ شهرستان ناسو (به ژاپنی: (那須国造碑) نمونه‌هایی از این زمان هستند. هر دوی این نوشته‌ها نمونه‌هایی از سبک خوشنویسی دودمان وی شمالی هستند.
در قرن هفتم، دودمان تانگ در چین به برتری رسیدند. دومین امپراتور آن‌ها، تایتسونگ، کارهای وانگ ژی‌چی را ستود و به او اعتبار بخشید و این امر خوشنویسان ژاپنی را نیز تحت تأثیر قرار داد. تمامی کارهای این خوشنویس چینی گم شده‌اند ولی کپی‌هایی که از روی کارهای او انجام شده باقی‌ماندند و منابع خوبی برای ادامه راه او باقی گذاشتند؛ از جمله این کپی‌ها می‌توان به گاکی رون (楽毅論) اشاره کرد که به سبک وانگ ژی‌چی و بدست شهبانو کومیو نوشته شده‌است.

### دوره هیان

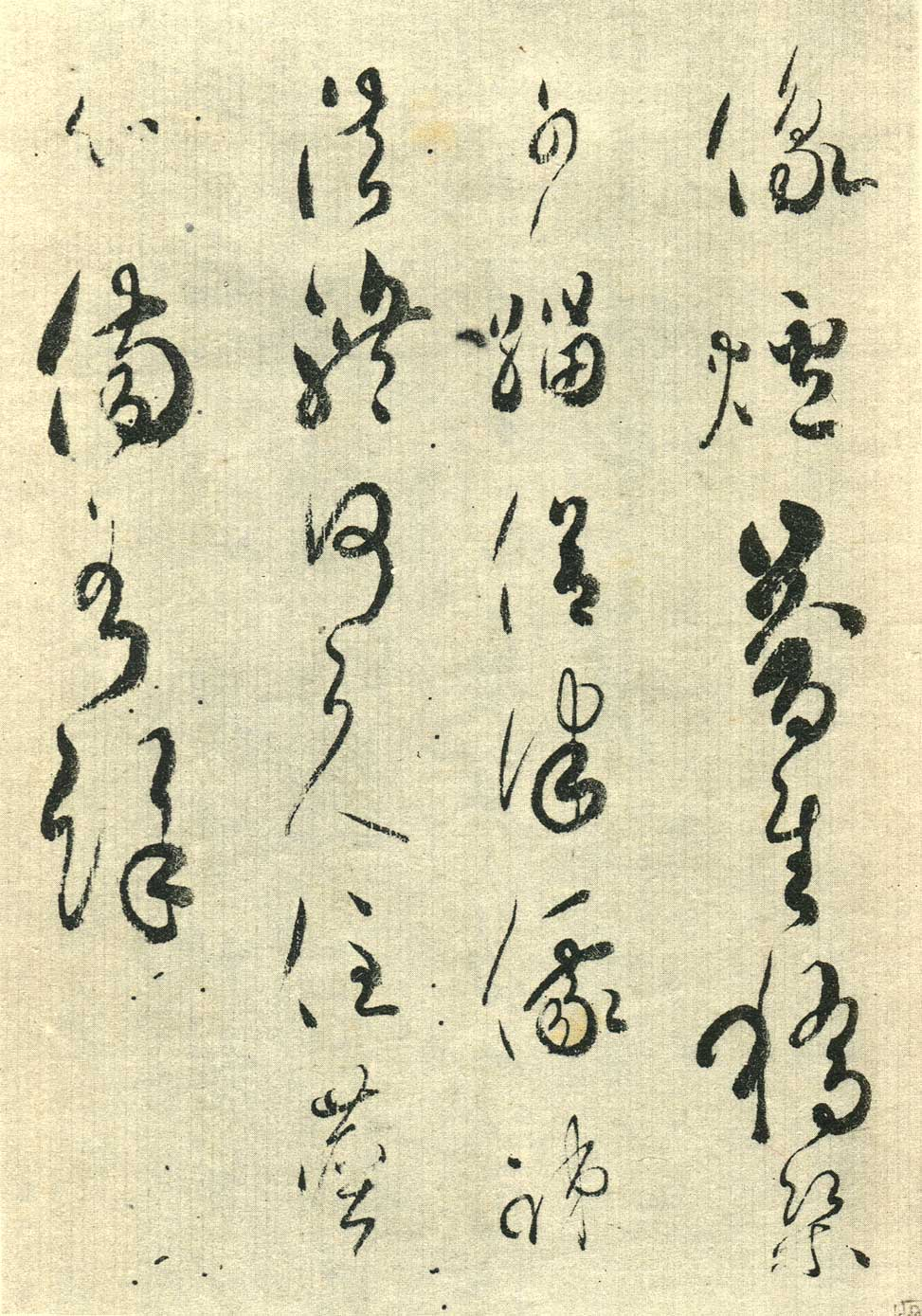
گریه برای سایچو (哭最澄上人)، که بدست امپراتور ساگا در مرگ سایچو نوشته شد. ساگا از خوشنویسان چیره‌دست مکتب خوشنویسی چین بود.

امپراتور کامو پایتخت را ابتدا در سال ۷۸۴ میلادی از هیجو کیو در نارا به ناگااوکا کیو و سپس در ۷۹۴ میلادی به هیان کیو در کیوتو منتقل کرد. این آغاز دوره هیان بود که از آن با نام دوره طلایی ژاپن نام می‌برند. در اوایل این دوره تغییری در تأثیرات برگرفته از خوشنویسی چینی روی نداد. به عنوان مثال در دوره امپراتور ساگا، طبقه اشرافی و زنان درباری همچنان از خوشنویسی‌های اشعار چینی برای تمرین استفاده می‌کردند.
از خوشنویسی‌های باقی‌مانده از سایچو و کوکای می‌توان فهمید که تأثیر وانگ ژی‌چی بر خوشنویسی ژاپن همچنان پابرجاست. آثار خوشنویسان دیگر چینی از جمله اویانگ ژون و یان ژنکینگ نیز مورد توجه قرار می‌گرفت.
در همین دوره بود که سبک خوشنویسی ویژه ژاپن نیز ایجاد شد. سیستم نوشتاری واجی کانا نیز برای نوشتن صداهایی که با کلمات وام‌گرفته چینی نمی‌شد نوشت پدید آمد. خوشنویسان ژاپنی هنوز واژه‌های اصلی، کانجی (漢字) را در همان مربع به جا مانده از دوران قبل می‌نوشتند. سوکو شوجیتسو اولین متنی است که در آن سبک خوشنویسی ویژه ژاپن دیده می‌شود. این متن شعری تانکا (短歌) بود که در ۷۴۹ میلادی نوشته شد و با خوشنویسی چینی تفاوت‌هایی داشت.

### دوره کاماکورا و موروماچی

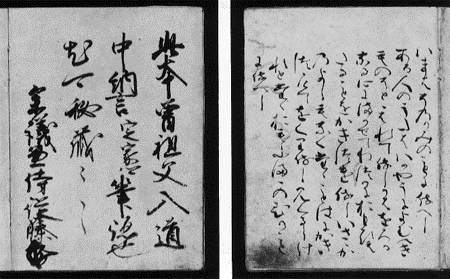
دست‌خطی از فوجیوارا نو تیکا از «اشعار بزرگ زمان ما».

رسیدن میناموتو نو یوریتومو به عنوان شوگون که پس از شورش‌های هوگن و هیجی و پیروزی خاندان میناموتو بر خاندان تایرا بود، باعث به وجود آمدن دوره‌ای جدید در ژاپن شد که با نام دوره کاماکورا (۱۱۸۵–۱۳۳۳) شناخته‌شد. در این دوره که به دوران نظامیگری معروف شد ارتباط با چین که دودمان سونگ در آن حکومت می‌کرد بیشتر شد و بوداگرایی در ژاپن شکوفا شد. راهبان بودایی همچون شونجو که در چین تحصیل می‌کردند پس از بازگشت به ژاپن کتاب‌هایی با خود می‌آوردند که در پدید آمدن و نیرو گرفتن سبک خوشنویسی کایشو بسیار تأثیرگذاردند. همچنین بومی شدن ماندگار شدن راهبان چینی در ژاپن که با تشویق افرادی صاحب قدرتی چون هوجو توکیوری صورت می‌گرفت بر این امر تأثیرگذار بود. معبد کنچو-جی در منطقه کاماکورا که آن را رانکی دوریو بنیان نهاد هنوز هم دارای آثار بسیاری از آن دوره است. با گسترش رینزایی ذن گرایش به سبکی کمتر تکنیکی که حالت‌های ذن در آن نمایان است بیشتر گشت که از نمونه‌های آن می‌توان به کارهای موسو سوسکی اشاره کرد که با سبک پالوده شده سوشو نوشته شده‌است. کارهای فوجیوارا نو شونزی و فوجیوارا نو تیکا در سبک وایو از بهترین نمونه‌های خوشنویسی در اواخر دوره هیان و اوایل دوره کاماکورا است.
ناآرامی و آشوب سیاسی و نظامی در دوره موروماچی (۱۳۳۶–۱۵۳۷) نیز ادامه داشت. پس از اینکه آشی‌کاگا تاکااوجی توانست امپراتور گودای‌گو را از کیوتو بیرون کرده و شگون‌سالاری آشی‌کاگا را ایجاد کند، باهم‌آمیختن اعضای بارگاه امپراتوری، اربابان، سامورایی‌ها و راهبان ذن به ایجاد نوعی فرهنگ جدید کمک کرد که به شکوفایی هنرها انجامید. با به قدرت رسیدن ایککیو سوجون در معبد دایتوکو-جی، خوشنویسی به بخشی از مراسم چای ژاپنی در قرن پانزدهم تبدیل شد.

### دوره ادو

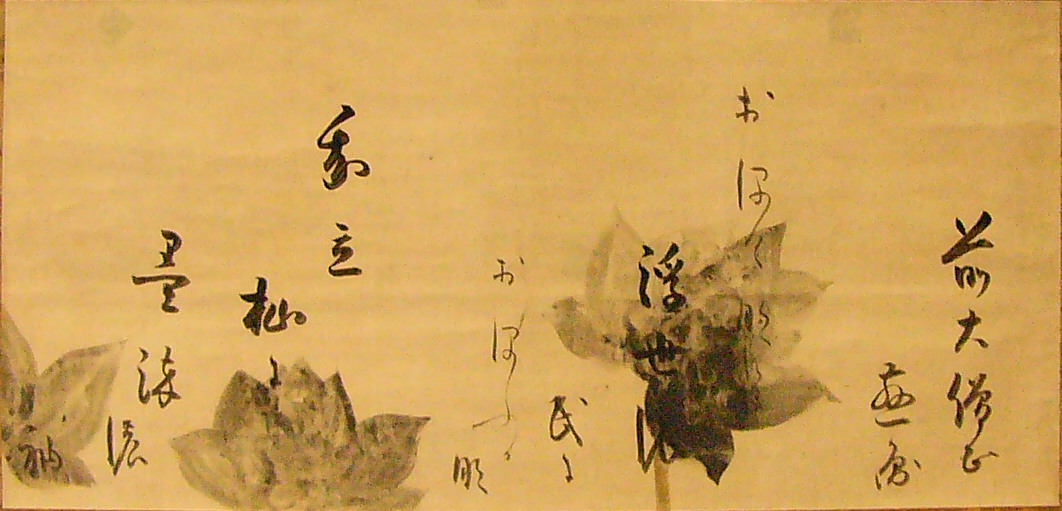
بخشی از کتاب «گلچین ۱۰۰ شاعر»، خوشنویسی شده بدست هونامی کوئتسو.

دوره ادو با به قدرت رسیدن توکوگاوا ایه‌یاسو در بین سال‌های ۱۶۰۳ تا ۱۶۱۵ و پایه‌گذاری شوگون‌سالاری توکوگاوا بنیان نهاده شد و دوره ۲۵۰ ساله پرثباتی را در ژاپن پدید آورد که تا نیمه دوم سده نوزدهم جریان داشت. در این دوره بر بوشیدو (به ژاپنی: 武士) (راه و روش جنگاوری) و سیاست ساکوکو (به ژاپنی: 鎖國) (انزوای ژاپن از دیگر کشورهای جهان) پافشاری می‌شد. پژوهش‌های خوشنویسی در این دوره بیشتر بر سبک کارایو (唐様) از چین دودمان مینگ بود. اینگن و اوباکو از شاخه‌های بوداگرایی ذن ژاپن و نیز مدرسه خوشنویسی دایشی، هر یک بهبودها و دگرگونی‌هایی در خوشنویسی پدیدآوردند. مدرسه خوشنویسی دایشی بر هشت اصل یونگ (永字八法) که به وانگ شی‌ژی برمی‌گشت و نیز ۷۲ گونه هیسی که به استاد وانگ شی‌ژی (وی شو) برمی‌گشت پافشاری می‌کرد. در ۱۶۶۴ چاپ دوباره این اصول تغییری مهم در تئوری خوشنویسی پدیدآورد. خوشنویسانی چون هوسویی هوتاکو بعدها سبک کارایو را پیشرفت دادند. در ابتدای دوره ادو نیز هونامی کوئتسو (۱۵۵۸–۱۶۳۷) با افزودن طرح‌های زیبای نقاشی همچون گل، پروانه یا شکل‌های مدور بر زمینه کاغذ، ساختاری شعرگونه به خوشنویسی‌ها افزود. او به همراه کونوئه نوبوتادا (۱۵۶۵–۱۶۱۴) و شوکادو شوجو (۱۵۸۴–۱۶۳۹)، سه خوشنویس بزرگ زمان خود در سبک وایو (和様) بودند که نمونه‌های خوشنویسی ویژه ژاپن را پدیدآوردند؛ آن‌ها را با نام سه کانی سانپیتسو (寛永三筆) نیز می‌شناسند.
در حدود ۱۷۳۶ که توکوگاوا یوشیمونو که سیاست انزوای ژاپن را کمتر کرد، واردات ژاپن از دیگر کشورها و همچنین تأثیرگیری فرهنگی ژاپن از چین بیشتر شد. ادیبان ژاپنی از خوشنویسی‌های سبک‌های وایو استقبال کردند و کارهای سنتی همچون آثار وانگ ژی‌چی و ون ژنگ‌مینگ و همچنین کارهای هنرمندان سبک جدیدتر سوشو همچون ژانگ شو، هوآی سو و می فو وارد کشور شد. کونوئه ایهیرو کارهای زیادی با کانا در سبک وایو انجام داد اما در آن دوره سبک کارایو بیشتر تمرین می‌شد. نمونه‌ّایی از این خوشنیسی‌ها بدست استادان کوکوگاکو (به ژاپنی: 國學، مطالعات ملی) یا شاعران و نقاشانی چون فوکودا چیو-نی، یوسا بوسون و ساکای هوییتسو نگهداری شد و باقی مانده‌اند.

### امروزه
امروزه خوشنویسی یکی از درس‌های مدارس ابتدایی در سیستم آموزشی اجباری ژاپن است. در دبیرستان، خوشنویسی یکی از دروس اختیاری هنر است (درس‌های اختیاری دیگر هنر عبارتند از موسیقی و نقاشی). همچنین یکی از انجمن‌های پرطرفدار در دوران دبیرستان است به ویژه پس از اینکه خوشنویسی نمایشی پدید آمد. برخی از دانشگاه‌ها همچون دانشگاه تسوکوبا، دانشگاه گاکوگی توکیو و دانشگاه آموزش فوکوکا بخش‌های ویژه‌ای برای پژوهش‌های خوشنویسی با تأکید بر برنامه‌های آموزش معلم در خوشنویسی دارند.
خوشنویسی ژاپنی بسیاری از هنرمندان غربی را نیز در طول قرن‌ها به خود شیفته کرده‌است.